# 부여 염창리 고분군
부여 염창리 고분군(扶餘 鹽倉里 古墳群)은 대한민국 충청남도 부여군 부여읍에 있는 백제의 고분군이다. 2011년 7월 20일 충청남도의 기념물 제187호로 지정되었다.

## 개요
부여 염창리고분군은 부여군 부여읍 염창리 1-12번지 일원에 해당된다. 2000년 공주교육대학에 의해서 조사되었으며 기존에 염창리 도덕골 고분군으로 알려진 유적과 서북쪽으로 인접하고 있다. 1에서 3지구로 나누어 조사한 유적에서는 백제 돌방무덤(石室墳)139기와 움무덤(土壙墓)1기가 확인되었다.

## 지정 사유
부여 염창리 고분군은 백제 사비기 전 기간에 걸쳐 조영된 고분군으로 백제후기 묘제의 변화양상을 확인 할 수 있는 중요 유적이며 주변에 능안골 고분군(사적 제420호)이 위치하고 있다. 조사 결과 백제시대 고분 280여기, 청동기 주거지 3기, 고려시대 석곽묘 25기 등의 유구가 확인되었으며 백제 후기 묘제, 특히 석실분의 변화양상을 알 수 있는 중요한 유적으로 고고학적 가치가 높다.

## 같이 보기
- 부여 능안골 고분군 - 사적 제420호

## 참고 자료
- 부여 염창리고분군 - 국가유산청 국가유산포털